# Chilton (condado de Calumet, Wisconsin)
Chilton es un pueblo ubicado en el condado de Calumet en el estado estadounidense de Wisconsin. En el Censo de 2010 tenía una población de 1.143 habitantes y una densidad poblacional de 13,55 personas por km².

## Geografía
Chilton se encuentra ubicado en las coordenadas 44°3′52″N 88°11′38″O / 44.06444, -88.19389. Según la Oficina del Censo de los Estados Unidos, Chilton tiene una superficie total de 84.38 km², de la cual 84.01 km² corresponden a tierra firme y (0.45%) 0.38 km² es agua.

## Demografía
Según el censo de 2010, había 1.143 personas residiendo en Chilton. La densidad de población era de 13,55 hab./km². De los 1.143 habitantes, Chilton estaba compuesto por el 97.9% blancos, el 0.44% eran afroamericanos, el 0.35% eran amerindios, el 0.09% eran asiáticos, el 0% eran isleños del Pacífico, el 0.09% eran de otras razas y el 1.14% pertenecían a dos o más razas. Del total de la población el 0.79% eran hispanos o latinos de cualquier raza.